# Hierophis
Hierophis és un gènere de serps de la família Colubridae que inclou tres espècies pròpies del Mediterrani europeu.

## Taxonomia
- Hierophis cypriensis
- Hierophis gemonensis
- Hierophis viridiflavus